# Стадня (Лубенський район)
Ста́дня — село в Україні, в Лубенському районі Полтавської області. Колишній орган місцевого самоврядування — Оріхівська сільська рада. Населення становить 150 осіб.

## Географія
Село Стадня знаходиться на березі безіменної річечки, на протилежному березі - село Барвінщина. На відстані 1 км розташоване село Свічківка. На річці кілька загат. Поруч проходить автомобільна дорога Р42 та залізниця, станція 200 км за 1,5 км.

## Історія
12 червня 2020 року, відповідно до розпорядження Кабінету Міністрів України № 721-р «Про визначення адміністративних центрів та затвердження територій територіальних громад Полтавської області», село увійшло до складу Лубенської міської громади.
19 липня 2020 року, в результаті адміністративно - територіальної реформи та ліквідації Лубенського району(1923-2020), село увійшло до складу новоутвореного Лубенського району.

## Економіка
- Птахо-товарна ферма.

## Населення
Згідно з переписом УРСР 1989 року чисельність наявного населення села становила 170 осіб, з яких 68 чоловіків та 102 жінки.
За переписом населення України 2001 року в селі мешкало 150 осіб.

### Мова
Розподіл населення за рідною мовою за даними перепису 2001 року:
| Мова       | Відсоток |
| ---------- | -------- |
| українська | 95,33 %  |
| білоруська | 1,33 %   |
| молдовська | 1,33 %   |
| німецька   | 0,67 %   |
| російська  | 0,67 %   |
| інші       | 0,67 %   |